# Manduca cluentius
Manduca cluentius är en fjärilsart som beskrevs av Hermann Burmeister 1878. Manduca cluentius ingår i släktet Manduca och familjen svärmare. Inga underarter finns listade i Catalogue of Life.